# النسوية في الثقافة
أثرت الحركة النسوية على الثقافة من جوانب عديدة، وقد نُظِّرت بشكل شهير فيما يتعلق بالثقافة من قبل أنجيلا ماكاروبي ولورا مولفي وآخرين. جادل كل من تيموثي لوري وجيسيكا كين بأن «واحدة من أهم ابتكارات النسوية هي البحث بجدية في طرق تلقي النساء للثقافة الشعبية، بالنظر إلى أن الثقافة الشعبية تتم من قبل الرجال.»مجموعة متنوعة من الأشكال، بما في ذلك الأدب والموسيقى والأفلام وغيرها من ثقافات الشاشة.

## الكتابة النسائية

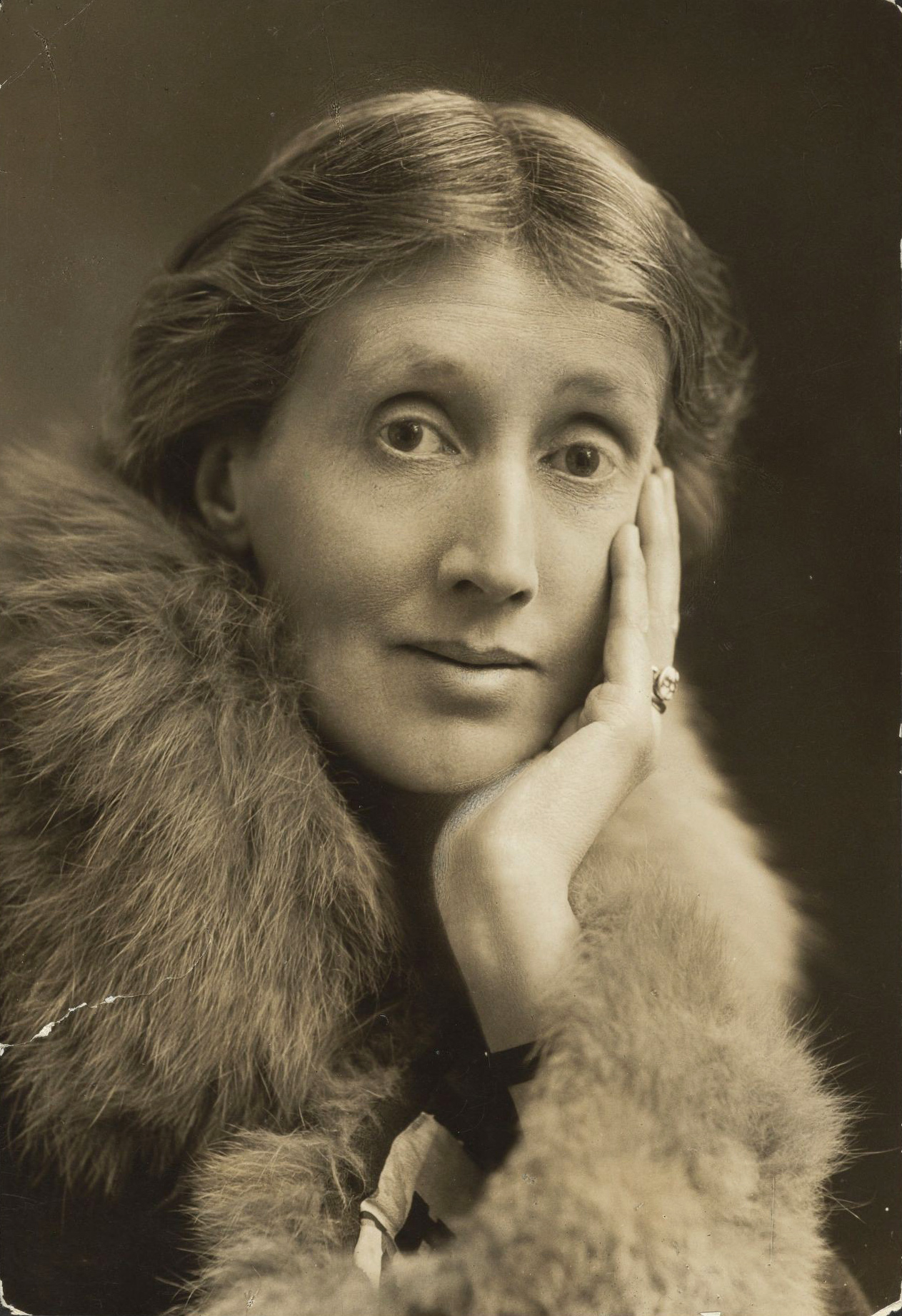
فرجينيا وولف

جاءت الكتابة النسائية في الوجود كفئة منفصلة من الاهتمام العلمي في الآونة الأخيرة نسبيا. دفعت النسوية من الدرجة الثانية إلى إعادة تقييم عامة للمساهمات النسائية التاريخية في الغرب، ومختلف التخصصات الفرعية الأكاديمية، مثل تاريخ المرأة (أو تاريخها) وكتابة المرأة (بما في ذلك باللغة الإنجليزية) (قائمة متاحة)، التي تم تطويرها استجابة للاعتقاد بأن حياة النساء ومساهماتهن كانت ممثلة تمثيلاً ناقصًا كمجالات ذات أهمية علمية.فرجينيا بلين وآخرون. تميز النمو في الاهتمام منذ عام 1970 في كتابة المرأة بأنها «قوية». تم منح الكثير من هذه المرحلة المبكرة من الدراسات الأدبية النسوية لإعادة اكتشاف واسترداد النصوص التي كتبتها النساء. كانت دراسات أمهات دايل سبندر من الرواية (1986) وجين سبنسر «نهوض المرأة الروائية» (1986) رائدة في إصرارهن على أن المرأة كانت دائما تكتب. بما يتناسب مع هذا النمو في الاهتمام بالأكاديمية، بدأت مختلف المطابع بمهمة إعادة إصدار نصوص طويلة الأجل. بدأت صحافة فيراغو في نشر قائمة كبيرة من روايات القرن التاسع عشر وأوائل القرن العشرين في عام 1975 وأصبحت واحدة من أوائل المطابع التجارية التي تنضم إلى مشروع الاستصلاح. في الثمانينيات، أصدرت شركة صحافة باندورا، المسؤولة عن نشر دراسة منفاق الثروة، خطًا مصاحبًا لروايات القرن الثامن عشر التي كتبها النساء.وفي الآونة الأخيرة، بدأت مطبعة برودفيو بإصدار أعمال القرنين الثامن عشر والتاسع عشر، والكثير منها حتى الآن لا تتم طباعته، وجامعة كنتاكي لديها سلسلة من إعادة إصدار روايات النساء المبكرات. كان هناك نمو متناسب في مجال القواميس السيرة الذاتية لكاتبات النساء بسبب الإدراك، وفقا لأحد المحررين «معظم نساءنا غير ممثلات في الكتب المرجعية» القياسية «في المجال».

### الخيال العلمي
في ستينيات القرن الماضي، جمع نوع الخيال العلمي بين الإثارة والنقد السياسي والتكنولوجي للمجتمع من أجل إنتاج الخيال العلمي النسوي. مع ظهور النسوية، أصبح استجواب أدوار النساء لعبة عادلة لهذا النوع «التخريبي والمذهل المتوسع».وهناك نصان مبكران هما «اليد اليسرى للظلام» (1969)، وجوانا روس، الرجل الأنثوي (1970). وهي تعمل على إبراز الطبيعة المبنية اجتماعيا لأدوار الجنسين عن طريق خلق اليوتوبيا التي تتخلص من الجندر.كان كلا المؤلفين رائدين في النقد النسوي للخيال العلمي في الستينات والسبعينات، في المقالات التي جمعت. عمل رئيسي آخر من قصص الخيال النسوي كان يقرره اوكتافيا بتلر.

## أفلام النساء
يشير مصطلح «سينما المرأة» عادة إلى عمل مديرات الأفلام. ويمكنه أيضًا تحديد عمل نساء أخريات خلف الكاميرا مثل السينمائيين وكتاب السيناريو. على الرغم من أن مشاركة النساء المحررات السينمائية، ومصممي الأزياء، ومصممي الإنتاج لا تعتبر عادة حاسمة بما يكفي لتبرير مصطلح «سينما المرأة»، إلا أنها تؤثر بشكل كبير على الانطباع المرئي لأي فيلم.
في الثقافة الشعبية تسمع إشارة مبكرة إلى «الحركة النسائية» من كاثرين هيبورن في فيلم «امرأة العام» لعام 1942.

## الموسيقى النسائية
الموسيقى النسائية (أو موسيقى wumyn أو الموسيقى wimmin) هي الموسيقى من النساء، للنساء، وحول المرأة.ظهر هذا النوع كتعبير موسيقي عن الحركة النسائية للموجة الثانيةبالإضافة إلى حركة العمال والحقوق المدنية وحركات السلام.بدأت الحركة من قبل مثليات مثل كريس وليامسون وميج كريستيان ومارجي آدم، نشطات أميركيات أميركيات أفريقيات مثل برنيس جونسون ريجون ومجموعة Sweet Sweet in the Rock، وناشطة السلام هولي نير.كما قامت نساء أخريات مثل مادونا وسيندي لاوبر وليدي غاغا بثورة في الموسيقى النسائية اليوم عن طريق كسر الحواجز والسماح للفنانين من جميع مناحي الحياة بأن يكون لديهم وقتهم في الضوء. تشير الموسيقى النسائية أيضًا إلى صناعة الموسيقى النسائية الأوسع نطاقاً ما وراء الفنانين التنفيذيين لتشمل موسيقيي الاستوديو، والمنتجين، ومهندسي الصوت، والفنيين، وفناني التغطية، والموزعين، والمروجين، ومنظمي المهرجانات الذين هم أيضا نساء.

## إباحية
الحروب الجنسية النسوية هي مصطلح للمناقشات الحادة داخل الحركة النسوية في أواخر 1970s خلال 1980s حول قضايا النسوية، والجنس، والتمثيل الجنسي، والمواد الإباحية، ودور المرأة في المجتمع مثليه، وغيرها من القضايا الجنسية. كان النقاش النسوي حول الإباحية يعارض الحركة النسائية المناهضة للإباحية ضد النسوية الإيجابية الجنسية، وأجزاء من الحركة النسوية قد قسمت بشدة هذه المناقشات.

### حركة مكافحة الإباحية
تصدر معارضة الإباحية، مثل كاثرين ماكينون، وأندريا دوركين، وروبن مورغان، ودورشين ليدهولت، لكن الإباحية في قلب التفسير النسوي لقمع المرأة.
بعض النسويات، مثل ديانا راسل، وأندريا دوركين، وكاثرين ماكينون، وسوزان براونميلر، ودورشن لايدهولت، وأرييل ليفي، وروبن مورغان، وبيج ميليش، يجادلون بأن الإباحية مهينة للمرأة ومتواطئة في العنف ضد المرأة في كل من إنتاجها (حيث إنهم يتهمون وإساءات واستغلال النساء اللواتي يمارسن أعمال إباحية منتشرات) وفي استهلاكهن (حيث يفرضن فإن المواد الإباحية تنشر الهيمنة والإذلال والإكراه للنساء وتعزز المواقف الجنسية والثقافية المتواطئة في الاغتصاب والتحرش الجنسي).

### الحركة النسائية الإيجابية
هي حركة تم تشكيلها من أجل معالجة قضايا المتعة الجنسية للمرأة، وحرية التعبير، والعمل الجنسي، والهويات الجنسانية الشاملة. مقال إلين ويليس 1981، «آفاق الشهية: هل حركة المرأة مؤيدة للجنس؟» هو أصل المصطلح «النسوية المؤيدة لنوع الجنس»؛ الشكل الأكثر شيوعا، نشأت «النسوية الإيجابية الجنسية» بعد فترة وجيزة.
على الرغم من أن بعض النسويات الإيجابيات جنسيا، مثل بيتي دودسون، كن ناشطات في أوائل السبعينيات، إلا أن الكثير من النسوية الإيجابية جنسياً بدأت إلى حد كبير في أواخر السبعينيات والثمانينيات كرد فعل على التركيز المتزايد في الحركة النسوية الراديكالية على النشاط المناهض للإباحية.
كما أن الناشطات في مجال الجنس الإيجابي يعارضون بشدة الدعوات المطالبة بحقوق المرأة الراديكالية من أجل تشريع ضد الإباحية، وهي إستراتيجية يدينونها كرقابة وشيء يمكن، كما يجادلون أن يستخدمه المحافظون الاجتماعيون لفرض الرقابة على التعبير الجنسي للنساء والمثليين وغيرهم. الأقليات الجنسية غالبًا ما يشار إلى الفترة الأولى من النقاش الحاد والحقد بين المدافعات عن حقوق المرأة الإيجابية والمناهضة للإباحية خلال أوائل الثمانينيات باسم حروب الجنس النسوية. وأصبحت بعض النسويات الإيجابيات الجنس الأخرى متورطة في معارضة غيرهن من النسويات ولكن في استجابة مباشرة لما رأت أنه سيطرة أبوية على الجنس.

## العمل الجنسي وصناعة الجنس
تختلف وجهات النظر النسوية حول العمل الجنسي والدعارة. يجادل المؤيدات النسويات لحقوق العاملات في مجال الجنس وإلغاء التجريم بأن حق المرأة في السيطرة على جسدها وحياتها الجنسية يتضمن الحق في المشاركة في التجارة الجنسية بالتراضي. كما يجادلون بأن التجريم والوصم الاجتماعي في العمل الجنسي والعاملات في مجال الجنس لا يؤدي إلا إلى تفاقم التهميش الحالي والإيذاء الذي يتعرض له العاملون في مجال الجنس في كثير من الأحيان. من ناحية أخرى، ينادي معارضو البغاء النسويون بأن الدعارة متشابكة للغاية مع الدعارة الإجبارية، والاتجار بالبشر، والاستغلال، والعنف بحيث لا يمكن فصلها عن هذه الأمراض في الممارسة العملية. كما يجادلون بأن الدعارة والأشكال الأخرى من العمل الجنسي هي بطبيعتها نتاج للبطريركية والتمييز على أساس الجنس، وأن وجود العمل الجنسي بالتراضي يضر بالمجتمع والمرأة على وجه الخصوص. في حين أن النسويات في جميع المواقف يتفقن عمومًا على وجوب إنهاء التجريم المباشر للنساء في البغاء، إلا أنه لا يوجد إجماع أو لا يوجد توافق في الآراء حول مواضيع أخرى تتعلق بالمقاربة القانونية لتجارة الجنس أو وضعية المشتغلين بالجنس.